# Psorula
Psorula is een monotypisch geslacht van korstmossen dat behoort tot de familie Psoraceae. Het bevat alleen de soort Psorula rufonigra.